# Vrouwhillewal
De Vrouwhillewal (ook: Rondlopermotte of Onze-Lieve-Vrouwmotte) is een motte in de tot de West-Vlaamse gemeente Kortemark behorende plaats Werken, gelegen aan de Steenstraat.
De motte stamt uit de 11e en 12e eeuw, ze is ongeveer 4 meter hoog en heeft aan de basis een diameter van 29 meter.
Direct ten westen van de motte stroomt de Bovekerkebeek in zuidelijke richting.